# Djurgården
Djurgården je ostrov v centru Stockholmu ve Švédsku. V Djurgårdenu se nacházejí četná muzea a galerie: historické Severské muzeum, námořní Muzeum Vasa, galerie Liljevalchs konsthall nebo proslulé muzeum v přírodě Skansen, po němž se nazývají všechna muzea v přírodě po světě. Na ostrově se nachází také zábavní park Gröna Lund, malá rezidenční čtvrť Djurgårdsstaden, přístav jachet a rozsáhlé lesy a louky. Je to jedna z nejoblíbenějších rekreačních oblastí i turistických destinací Stockholmu, která ročně přiláká více než 10 milionů návštěvníků, z nichž asi 5 milionů navštíví muzea a zábavní park. Ostrov patří do národního městského parku založeného v roce 1995. Vlastnické právo na ostrov měl od 15. století švédský panovník a i dnes je tato tradice do jisté míry respektována, oficiálním vlastníkem ostrova je Královská správa Djurgårdenu, která je součástí Švédského královského dvora. Tradice královského nároku sahá k Janu III., který v únoru 1579 ostrov získal za účelem chovu jelenů, sobů a losů. V 17. století byla na tomto místě vybudována návnadová aréna. V roce 1667 bylo postaveno několik domků určených pro "ochrnuté a zmrzačené mořeplavce", které vytvořily základ dnešní čtvrti Djurgårdsstaden. V roce 1801 bylo otevřeno divadlo Djurgårdsteatern, které v 19. století patřilo k nejoblíbenějším podnikům. Král Karel XIV. zde nechal ve 20. letech 19. století postavit palác Rosendal. V roce 1883 byl založen zábavní park Gröna Lund a roku 1891 muzeum Skansen. Nedaleko něj byl 12. března 1891 založen sportovní klub Djurgårdens IF. Mnoho staveb v západní části Djurgårdenu pochází ze Stockholmské světové výstavy v roce 1897, včetně Djurgårdsbronu, hlavního mostu na ostrov. Jedna z nejvýznamnějších budov výstavy, dřevěný výstavní sál o rozloze 16 820 metrů čtverečních, navržený architektem Ferdinandem Bobergem a pyšnící se 100 metrů vysokou kopulí a čtyřmi minarety, byla však po výstavě zbourána. K novějším atrakcím patří ABBA Museum nebo Junibacken, dětský zábavní park na motivy knih Astrid Lindgrenové.